# Вулкана-Панделе
Вулкана-Панделе (рум. Vulcana-Pandele) — село у повіті Димбовіца в Румунії. Адміністративний центр комуни Вулкана-Панделе.
Село розташоване на відстані 84 км на північний захід від Бухареста, 11 км на північний захід від Тирговіште, 146 км на північний схід від Крайови, 73 км на південь від Брашова.

## Населення
За даними перепису населення 2002 року у селі проживала 2451 особа, усі — румуни. Рідною мовою 2450 осіб (> 99,9%) назвали румунську.